# ادوار کرو
ادوار کرو (فرانسوی: Édouard Crut‎; ۱۶ آوریل ۱۹۰۱ – ۲۵ اکتبر ۱۹۷۴) بازیکن فوتبال اهل فرانسه بود.
از باشگاه‌هایی که در آن بازی کرده‌است می‌توان به باشگاه فوتبال کن، باشگاه فوتبال نیس، و باشگاه فوتبال المپیک مارسی اشاره کرد.
وی همچنین در تیم ملی فوتبال فرانسه بازی کرده‌است.